# Il mostro delle nevi a Pasadena
Il mostro delle nevi a Pasadena (The Abominable Snowman of Pasadena) è il trentottesimo libro della serie Piccoli brividi dell'autore statunitense R. L. Stine.

## Trama
Jordan e Nicole Blake, due fratelli rispettivamente di dodici e undici anni, vivono nella calda Pasadena in California e giocano quasi tutto il loro tempo con la loro amica Lauren. Garrison Blake, il loro padre, lavora come fotografo e un giorno dice loro che stanno per intraprendere un viaggio in Alaska, per cercare l'abominevole Uomo delle Nevi. Arrivati ad Iknek, in Alaska, incontrano Arthur Maxwell, la loro guida. Arthur, un uomo misterioso e taciturno, li informa che tutti quelli che hanno cercato l'uomo delle nevi sono spariti e non sono mai stati ritrovati.
I quattro si mettono in viaggio per raggiungere il rifugio, dove si accampano. Il giorno dopo però Jordan e Nicole scoprono che Arthur è scappato con l'occorrente, lasciandoli soli. I due cercano di fermarlo, ma cadono in un dirupo e finiscono in una caverna sotterranea. Qui i due trovano il mostro delle nevi congelato in un blocco di ghiaccio. Improvvisamente il ghiaccio si spacca facendo uscire il mostro, che però non li mangia ma li riporta in superficie. Jordan nota nel frattempo quanto sia caldo il corpo del mostro. Jordan e Nicole si ricongiungono con il padre e lo portano alla caverna, dove trovano il mostro nuovamente congelato nel ghiaccio. I tre riescono a togliere il blocco di ghiaccio dalla parete e a metterlo una cassa termica che Garrison aveva portato con sé, in cui Jordan pone anche cinque palle di neve, da portare a casa.
Tornati a Pasadena, mentre il signor Blake parla con numerosi etologi della sua scoperta, Jordan e Nicole mostrano il mostro a Lauren ed iniziano a giocare con le palle di neve. Quella neve però si rivela molto strana, poiché congela qualsiasi cosa contro cui viene lanciata. Per sbaglio, Lauren colpisce Nicole con una palla di neve, congelandola. Jordan e Lauren cercano in ogni modo di scongelarla, ma invano. Alla fine Jordan decide di liberare il mostro, ricordando quanto fosse caldo. Questo esce dal ghiaccio e, abbracciando Nicole, riesce a scongelarla. Trovandosi a disagio, però, fugge via e scompare. I ragazzi a quel punto decidono di seppellire le palle di neve rimaste, per evitare altri guai. Jordan e Nicole raccontano tutto a loro padre, che non si dispera avendo ancora le foto che aveva scattato al mostro. Le foto, però, si rivelano bianche. Jordan e Nicole, infine, vedono i due gemelli Kyle e Kara, due ragazzini antipatici che li avevano già infastiditi in passato, scavare nel terreno e trovare le palle di neve sepolte. I due cercano di fermarli, ma è troppo tardi: Kyle colpisce la sorella con una palla di neve.

## Edizioni
- R. L. Stine, Il mostro delle nevi a Pasadena, traduzione di Cristina Scalabrini, collana Piccoli brividi, Arnoldo Mondadori Editore, 1997,  p. 158, ISBN 88-04-44629-3.